# Музей Мимара
Музей Мимара (хорв. Muzej Mimara) — художественный музей в столице Хорватии городе Загребе. Демонстрирует коллекцию произведений искусства Вильтруды и Анте Топич Мимара (Wiltrud и Ante Topić Mimara; официальное название музея: Художественная коллекция Анте и Вильтруды Топич Мимара), очень ценное художественное собрание мирового уровня.

## Общие данные
Музей Мимара находится в историческом трехэтажном здании; здание музея — это бывшая гимназия, что была возведена в XIX веке хорватским архитектором Куно Вайдманном (Kuno Waidmann).
Режим работы музейного заведения:
- на период с 1 октября по 30 июня: вторник, среда, пятница, суббота — 10-17 час., четверг — 10-19 час., воскресенье 10-14 час.;
- на период с 1 июля по 30 сентября (летнее время): вторник-пятница — 10-19 час., суббота — 10-17 час., воскресенье — 10-14 час.;
- закрыт по понедельникам.

Директор музея — Тугомир Лукшич (Tugomir Lukšić).

## История
Такой ценный художественный центр появился в Загребе благодаря Анте Топичу Мимара — частному коллекционеру, уроженцу Загреба, который прожил почти всю жизнь в Австрии. На склоне лет он из патриотических чувств подарил хорватской столице значительную коллекцию картин и исторических артефактов, специально под которую в 1980 году основали и в 1987 году открыли целый музей, названный в честь дарителя его собрания.
В коллекции картинной галереи имени Мимара, что является одним из самых известных музеев Загреба, более 3 750 картин и предметов из Древнего Египта, Месопотамии, Персии, Ближнего и Дальнего Востока, Индии и Южной Америки, а также европейских стран и Средиземноморья. Постоянная музейная экспозиция включает около 1 500 предметов искусства.
Среди самых известных экспонатов Музея Мимара оригинальные произведения 60 картин нидерландских художников ван Гойена, С. ван Рёйсдала, 50 работ фламандцев ван дер Вейдена, Босха, Рубенса, ван Дейка, более 30 полотен испанских художников Веласкеса, Мурильо, Гойи, 20 картин немецких художников Г. Гольбейна, Либерманна, Лейбла, около 30 картин английских живописцев Гейнсборо, Тёрнера, Бонингтона и более 120 произведений французских мастеров кисти — де ла Тура, Буше, Шардена, Делакруа, Коро, Мане, Ренуара, Дега. Коллекция рисунков содержит более 200 штук — работы Бронзино, Ф. Гварди, Лоррена, Лебрена, Греза, Жерико и т. д.